# Archboldomys
Archboldomys är ett släkte i familjen råttdjur med upp till tre arter som förekommer endemiska på ön Luzon som tillhör Filippinerna.
Arterna är:
- Archboldomys luzonensis hittades i södra delen av ön och beskrevs 1982.[3]
- Archboldomys kalinga upptäcktes på norra Luzon och beskrevs 2006 som art.[4]
- Archboldomys musseri lever likaså på norra Luzon och beskrevs 1998.[5]

Enligt ett förslag ska de två sistnämnda arterna utgöra ett eget släkte, Soricomys.
2012 blev ytterligare två arter beskrivna, Soricomys montanus och Soricomys leonardocoi.

## Beskrivning
Utseende och levnadssätt är främst kända för den art som upptäcktes först. Den når en kroppslängd (huvud och bål) av cirka 7 cm och har en lika lång svans. Den mjuka pälsen är på ovansidan rödbrun och på buken silvergrå. Även svansen har en rödbrun ovansida och en ljusbrun undersida. Arten liknar medlemmar i släktet Crunomys men skiljer sig från dessa i detaljer av skallens konstruktion. Archboldomys har även längre klor.
Alla tre arter vistas i fuktiga skogar i bergstrakter. De rör sig främst på marken och är aktiva på dagen. Födan utgörs av daggmaskar och andra mjuka ryggradslösa djur.